# Ругозеро (село)
Ру́гозеро (карел. Rukajärvi, Rugarvi) — село Муезерского района Республики Карелия Российской Федерации. Административный центр Ругозерского сельского поселения.

## Название
Ойконим происходит от карельского слова ruga (в некоторых диалектах ruka). Ruga, согласно словарю карельского языка — засохшая смола ели.

## География
Расположено на восточном берегу озера Ругозеро. В 3 км к северу от села проходит железнодорожная линия Кочкома — Ледмозеро.

## История
Впервые Ругозерский погост упоминается в 1565—1566 годах в составе Лопских погостов.
Имеется упоминание, что 19 августа (1 сентября) 1597 года в селе Ругозеро была освящёна церковь Преображения Господня и образован Ругозерский православный приход.
Известно, что когда в марте 1611 года шведское войско захватило Реболы и Кимасозеро, карелы из этих поселений укрылись в Ругозере.
В XVII веке основным видом деятельности крестьян Ругозера было рыболовство и охота на пушного зверя (белку и зайца).
В 1703 году упоминаются приписные крестьяне, которые должны были отработать на петровских рудниках, находившихся в окрестностях села Ругозера.
Во время Северной войны, осенью 1708 года один из шведских отрядов сжёг 50 дворов в пяти деревнях Ребольского погоста, а другой отряд разорил сёла Ругозерского и Панозерского погостов.
В 1862 году в Ругозере была открыта церковно-приходская школа. С 1879 года по 1897 год в селе действовало министерское образцовое одноклассное училище.
До упразднения уездно-губернского деления (1927) административный центр Ругозерской волости Повенецкого уезда Олонецкой губернии. Село возглавляло Ругозерское сельское общество, объединевшее населённые пункты, расположенные возле деревни Ругозеро, на озере Ледмозере и на территориях, прилегающих к ним. 
В 1927—1958 годах Ругозеро — административный центр Ругозерского района, упразднённого в 1958 году. 4 декабря 1931 года постановлением Карельского ЦИК в деревне была закрыта часовня.
В 1958—1966 годах село входило в состав Сегежского района.
В годы Советско-финской войны (1941—1944) в 2 км к востоку от села проходил передний край обороны Ребольского направления Карельского фронта, в 1969 году установлен памятный знак — «пушка».

## Население
| 1939 | 2002 | 2009 | 2010 | 2013 |
| ---- | ---- | ---- | ---- | ---- |
| 1144 | ↘942 | ↘784 | ↘713 | ↗717 |

## Известные уроженцы, жители
В селе родился философ В. М. Пивоев.

## Инфраструктура
Личное подсобное хозяйство с зоной сельскохозяйственного использования, индивидуальная застройка усадебного типа.

## Достопримечательности, памятные места
- Воинский мемориал — братская могила с останками 114 советских воинов 27-й стрелковой дивизии Карельского Фронта[7]
- Мемориал партизанскому отряду «Вперёд», действовавшему на ребольском и ухтинском направлении в 1941—1944 годах. Мемориал открыт в 1974 году[8][9].
- Памятник Ругозерским коммунарам, расстрелянным во время Карельского восстания в 1921 году (установлен в 1980 году, авторы Э. А. Акулов, Л. К. Давидян)[10][11].
- Памятная плита почётному гражданину Ругозера Дмитрию Степановичу Александрову[12]
- Памятник боевой славы (в 2 км восточнее села)[13]

## Транспорт
Автобусное сообщение с райцентром. Остановка общественного транспорта «Ругозеро». 